# Sam Worthington
Samuel Henry John „Sam” Worthington (n. 2 august 1976) este un actor australian, cel mai cunoscut pentru interpretarea lui Jake Sully în Avatar, Marcus Wright în Terminatorul: Salvarea , Perseu în Înfruntarea titanilor și continuarea sa Furia titanilor și al lui Alex Mason în jocul video Call of Duty: Black Ops și continuarea sa Call of Duty: Black Ops II.
În 2004, Worthington a primit Premiul Institutului de Film din Australia, cea mai mare distincție cinematografică australiană, pentru rolul său principal din Săritura (Somersault). A mai apărut în numeroase roluri principale în filme cu buget redus, variind de la filme de dragoste dramatice la științifico-fantastice și filme de acțiune.

## Filmografie

### Filme
| An   | Titlu                      | Rol                      | Note                                  |
| ---- | -------------------------- | ------------------------ | ------------------------------------- |
| 2000 | Bootmen                    | Mitchell Okden           |                                       |
| 2001 | A Matter of Life           | Our Hero                 | Scurtmetraj                           |
| 2002 | Hart's War                 | Cpl. B.J. "Depot" Guidry |                                       |
| 2002 | Dirty Deeds                | Darcy                    |                                       |
| 2003 | Gettin' Square             | Barry "Wattsy" Wirth     |                                       |
| 2004 | Somersault                 | Joe                      |                                       |
| 2004 | Thunderstruck              | Ronnie                   |                                       |
| 2004 | Blue Poles                 | Miles                    | Scurtmetraj                           |
| 2005 | The Great Raid             | Pfc. Lucas               |                                       |
| 2005 | Fink!                      | Able                     |                                       |
| 2006 | Macbeth                    | Macbeth                  |                                       |
| 2007 | Rogue                      | Neil                     |                                       |
| 2009 | Terminator Salvation       | Marcus Wright            |                                       |
| 2009 | Avatar                     | Jake Sully/Tom Sully     |                                       |
| 2010 | Clash of the Titans        | Perseu                   |                                       |
| 2010 | Last Night                 | Michael Reed             |                                       |
| 2010 | Love and Distrust          | Miles                    | Segmentul: Blue Poles by Darcy Yuille |
| 2011 | The Debt                   | Tânărul David            |                                       |
| 2011 | Texas Killing Fields       | Detectiv Mike Sounder    |                                       |
| 2012 | Man on a Ledge             | Nick Cassidy             |                                       |
| 2012 | Wrath of the Titans        | Perseu                   |                                       |
| 2013 | Drift                      | JB                       |                                       |
| 2014 | Sabotage                   | James "Monster" Murray   |                                       |
| 2014 | The Keeping Room           | Moses                    |                                       |
| 2014 | Paper Planes               | Jack                     |                                       |
| 2015 | Cake                       | Roy                      |                                       |
| 2015 | Kidnapping Freddy Heineken | Willem Holleeder         |                                       |
| 2015 | Everest                    | Guy Cotter               |                                       |
| 2016 | Hacksaw Ridge              | Captain Glover           |                                       |
| 2017 | The Shack                  | Mack Philips             |                                       |
| 2017 | The Hunter's Prayer        | Stephen Lucas            |                                       |
| 2018 | The Titan                  | Rick Janssen             |                                       |
| 2019 | Fractured                  | Ray Monroe               |                                       |
| 2021 | Lansky                     | David Stone              |                                       |
| 2021 | The Last Son               | Isaac Lemay              |                                       |
| 2022 | Avatar: The Way of Water † | Jake Sully               | Post-producție                        |
| 2022 | 9 Bullets †                | TBA                      | Post-producție                        |
| 2024 | Avatar 3 †                 | Jake Sully               | Post-producție                        |
| TBA  | The Georgetown Project †   | Joe                      | Post-producție                        |

### Televiziune
| An   | Titlu                            | Rol              | Note                                    |
| ---- | -------------------------------- | ---------------- | --------------------------------------- |
| 2000 | Justiție militară (JAG)          | Dunsmore         | Episodul: "Boomerang: Part 1"           |
| 2000 | Poliția portuară (Water Rats)    | Phillip Champion | Episodul: "Able to Leap Tall Buildings" |
| 2000 | Secția de poliție (Blue Heelers) | Shane Donovan    | Episodul: "Bloodlines"                  |
| 2004 | Love My Way                      | Howard Light     | 10 episoade                             |
| 2005 | The Surgeon                      | Dr. Sam Dash     | 8 episoade                              |
| 2006 | Poveste cu tâlc (Two Twisted)    | Gus Rogers       | Episodul: "Delivery Man"                |

### Jocuri video
| An   | Titlu                      | Rol        | Note |
| ---- | -------------------------- | ---------- | ---- |
| 2010 | Call of Duty: Black Ops    | Alex Mason |      |
| 2012 | Call of Duty: Black Ops II | Alex Mason |      |

### Scenarist
| An   | Titlu | Note |
| ---- | ----- | ---- |
| 2004 | Enzo  |      |

## Legături externe
- Sam Worthington la Internet Movie Database
- ArtistDirect.com Video Interview – Clash Of the Titans Arhivat în 13 ianuarie 2016, la Wayback Machine.
- Sam Worthington la CineMagia